# 枯葉剤 (白)
枯葉剤 (白) (Agent White) は、アメリカ合衆国 が ベトナム戦争 で使用した強力な枯葉剤（除草剤）の内の一つのコードネーム。名前は、容器に白の縞があることに因む。枯葉剤（オレンジ、Agent Orange）を含む、虹枯葉剤（w:rainbow herbicides）の一つ。

## 成分
2,4-ジクロロフェノキシ酢酸 ： ピクロラムを4:1で配合。
枯葉剤（オレンジ）と異なりダイオキシンを含まないが、 発癌性物質のヘキサクロロベンゼン (HCB) とニトロソアミンを含む。